# RS-232

Communicatie tussen twee computers (DTE) via een telefoonnetwerk met behulp van modems (DCE)

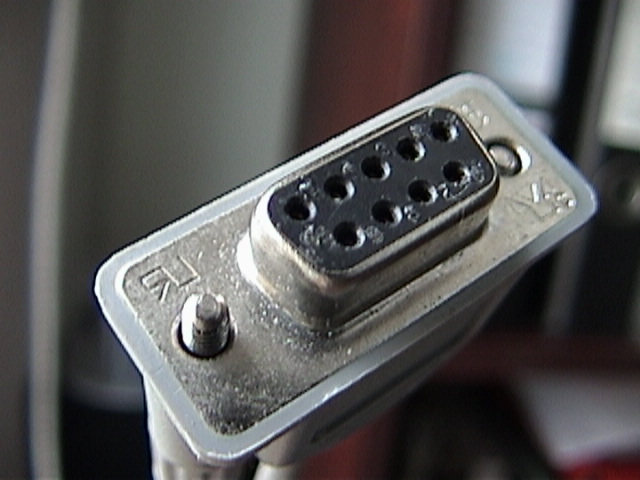
RS-232-connector

RS-232 is een standaard voor de communicatie tussen computers en randapparatuur of tussen computers onderling, meer bepaald voor seriële binaire data-communicatie.

## Geschiedenis
De oorspronkelijke standaard beschreef de communicatie tussen een modem en een computerterminal. Hij werd in 1969 gepubliceerd door de Electronic Industries Association (EIA, sinds 1997 Electronic Industries Alliance) in samenwerking met de telefoonmaatschappij Bell en met de fabrikanten van communicatieapparatuur. Latere wijzigingen werden gepubliceerd als RS-232C en RS-232D.
De letters RS staan voor het Engelse Radio Standard of Recommended Standard. Sinds het begin van de jaren 1990 is het beheer van de RS-standaarden overgenomen door ANSI/EIA/TIA. Formeel bestaat RS-232 dus niet meer maar in het algemeen spraakgebruik leeft de term voort. De tegenwoordige officiële naam van de standaard is ANSI/EIA/TIA-232-F. Een vergelijkbare (maar niet gelijke) standaard is de ITU-T-V.24-standaard.
De standaard werd het meest bekend door zijn toepassing in de seriële poort van microcomputers zoals de IBM PC. Vanaf 2004 worden steeds vaker computers zonder seriële poort verkocht. Om oudere randapparatuur op een dergelijke nieuwe computer aan te sluiten, kan een USB/RS-232-omzetter gebruikt worden.

## Signaalniveaus
De RS-232-standaard definieert de signaalniveaus die corresponderen met een logische één en een logische nul als min of plus 3 tot 15 volt; het gebied rond nul volt is geen geldig RS-232-niveau. Een logische één heeft een negatief signaalniveau, wordt 'mark' genoemd en heeft als functionele betekenis UIT (OFF), een logische nul is positief, wordt 'space' genoemd en heeft als functionele betekenis AAN (ON). De standaard specifieert een maximum van 25 V. Afhankelijk van de gebruikte voeding worden veelal signaalniveaus van ±5 V, ±10 V, ±12 V en ±15 V gebruikt. 
Een omzetter van en naar TTL-niveau is de MAX232 van Maxim Semiconductors. Ook de snelheid waarmee de signalen moeten veranderen (stijg- en daaltijd of slew rate) is vastgelegd in de norm.

## Connectoren - aansluitingen
RS-232 kan onderverdeeld worden in Data Terminal Equipment (DTE, computer) en Data Circuit-Terminal Equipment of Data Communication(s) Equipment (DCE, modem). Dit bepaalt welke draden signalen zullen zenden en ontvangen. De originele norm raadt het gebruik van een 25 pins-aansluiting aan (dit is dus niet verplicht). Meestal hebben de computers en beeldschermen DTE-connectoren en hebben modems en printers DCE-connectoren.
De norm specifieert 20 verschillende signaalverbindingen. De pennen voor massa (GND), verzonden data TD en ontvangen data RD worden altijd gebruikt, de overige pinnen worden bij veel apparaten niet gebruikt. Zo werden om geld en ruimte te besparen kleinere connectoren ontwikkeld. Vooral de 9 pin D-sub(miniatuur) DE-9-connector wordt vaak bij pc's en bij andere toestellen gebruikt. DB-25- en DE-9-connectoren zijn meestal vrouwelijk op het toestel. Recent zijn de 8 pin RJ-45-connectoren gebruikelijk, maar ook hier is er een grote verscheidenheid in de toekenning van de pinnen. Standaard EIA/TIA 561 specificeert een bepaalde pintoekenning, maar de "Yost Serial Device Wiring Standard", uitgevonden door Dave Yost, wordt meestal op Unix-computers gebruikt en vele andere toestellen volgen deze niet.
De volgende tabel toont de meest gebruikte RS-232-signalen en gebruikelijke pinnetjes. De eerste drie (vet) zijn altijd aanwezig.
| Functie                 | Signaal | Omschrijving        | Oorsprong         | DB-25 | DE-9 | EIA/TIA 561 | Yost |
| ----------------------- | ------- | ------------------- | ----------------- | ----- | ---- | ----------- | ---- |
| Massa                   | GND     | Common Ground       | Gemeenschappelijk | 7     | 5    | 4           | 4, 5 |
| Verzonden data          | TD      | Transmitted Data    | Beide             | 2     | 3    | 6           | 3    |
| Ontvangen data          | RD      | Received Data       | Beide             | 3     | 2    | 5           | 6    |
| Data gereed             | DTR     | Data Terminal Ready | DTE               | 20    | 4    | 3           | 2    |
| Data ontvangen          | DSR     | Data Set Ready      | DCE               | 6     | 6    | 1           | 7    |
| Verzoek tot zenden      | RTS     | Request To Send     | DTE               | 4     | 7    | 8           | 1    |
| Gereed voor zenden      | CTS     | Clear To Send       | DCE               | 5     | 8    | 7           | 8    |
| Verbinding gedetecteerd | DCD     | Carrier Detect      | DCE               | 8     | 1    | 2           | 7    |
| Oproepindicator         | RI      | Ring Indicator      | DCE               | 22    | 9    | 1           | -    |

In plaats van RD en TD worden ook RxD resp. TxD gebruikt. De oorspronkelijke standaarden beschrijven het gebruik van RTS/CTS voor unidirectionele handshaking, waarbij RTS een verzoek tot verzenden aangeeft van DTE naar DCE, en de lijn CTS dit bevestigt. Dit was nodig indien de verwerkingssnelheid tussen DCE en DTE verschillend was. In modernere varianten van de RS-232-interface worden vaak twee DTE's met elkaar verbonden en worden RTS/CTS oneigenlijk voor symmetrische handshaking gebruikt, waarbij de DTE's met de RTS/CTS-lijnen aan elkaar aangeven wanneer ze klaar zijn om data te ontvangen.
DTR en DSR betekenen dat de apparaten aan staan. Soms is het nodig in een van beide connectoren de RTS/CTS-pinnen door te lassen indien een van de toestellen geen spanningssignaal doorgeven.
Twee DTE/DCE-toestellen worden verbonden met een "straight"-modemkabel. Modems zijn in onbruik geraakt. Het gebeurt regelmatig dat twee DTE-apparaten verbonden worden met een crosskabel, of nulmodemkabel. Moderne apparaten gebruiken een USB-aansluiting.

## Referentie
1. ↑  Joe Campbell, RS-232, (NL vertaling van The RS-232 Solution) Sybex 1991, ISBN 90-5160-332-0.
2. ↑  EIA standard RS-232-C: Interface between Data Terminal Equipment and Data Communication Equipment Employing Serial Binary Data Interchange. Electronic Industries Association. Engineering Dept, Washington (1969).